# Jurkiszki (okręg wileński)
Jurkiszki (lit. Jurkiškės) – kolonia na Litwie, w okręgu wileńskim, w rejonie wileńskim, w gminie Suderwa, przy drodze krajowej 171.

## Historia
W XIX i w początkach XX w. położone były w Rosji, w guberni wileńskiej, w powiecie wileńskim, w gminie Mejszagoła. Po I wojnie światowej pod administracją polską, w Zarządzie Cywilnym Ziem Wschodnich. W latach 1920–1922 w składzie Litwy Środkowej.
Od 11 kwietnia 1922 leżały w Polsce, w województwie wileńskim, w powiecie wileńsko-trockim, w gminie Mejszagoła. W 1931 miejscowość liczyła:
- majątek – 50 mieszkańców, zamieszkałych w 4 budynkach,
- zaścianek – 4 mieszkańców, zamieszkałych w 1 budynku[3].

Po II wojnie światowej w granicach Związku Sowieckiego. Od 1991 na niepodległej Litwie.

## Ludzie związani z miejscowością
- Hipolit Jundziłł – polski chirurg praktykujący w Wilnie, właściciel dworu w Jurkiszkach

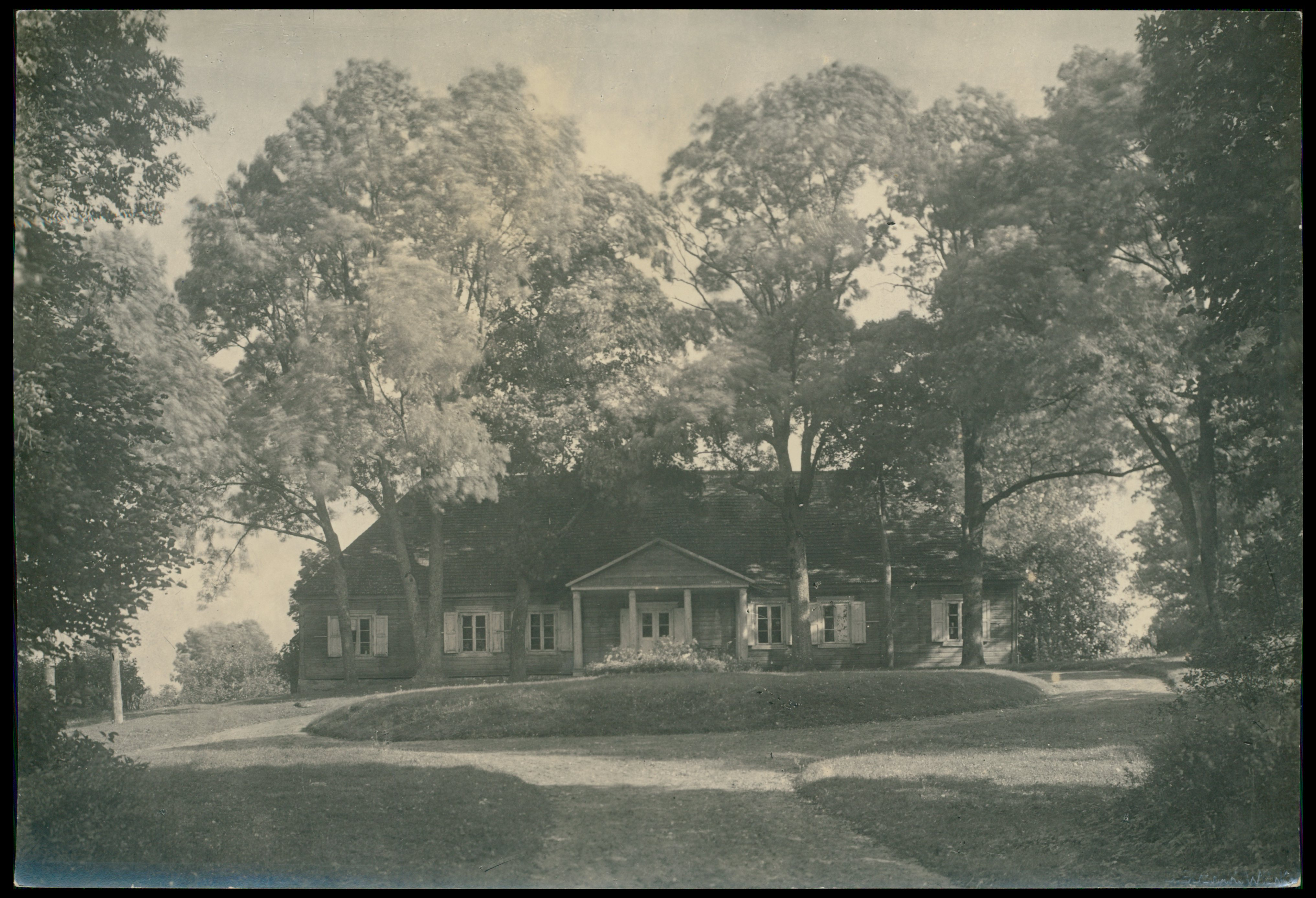
dwór w Jurkiszkach w okresie międzywojennym